# Coche restaurante

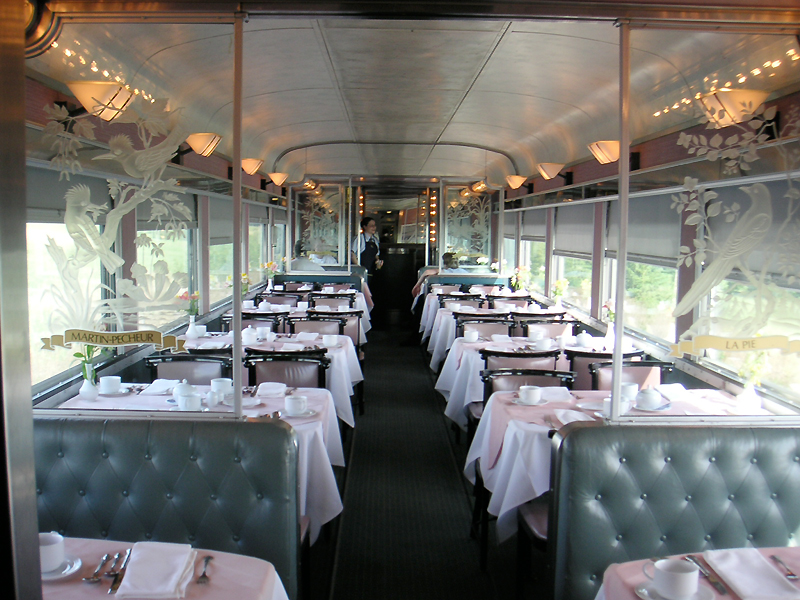
Coche restaurante en The Canadian.

Un coche restaurante es un vehículo ferroviario donde se sirven comidas y bebidas. Circula acoplado a los trenes de pasajeros de larga distancia.

## Historia
El primer coche restaurante fue construido por George Pullman en 1866, y circuló en la red ferroviaria de Estados Unidos. Era un coche de pasajeros, con asientos enfrentados que compartían una pequeña mesa y tenía, en uno de los extremos, una cocina de 91,5 x 183 cm. Con el paso de los años, los coches fueron incorporando nuevos equipos para ofrecer una mayor variedad de comidas, agregándose refrigeradores, máquinas de café y cocinas más amplias.
El lujo de los coches restaurante fue un elemento de mercadotecnia de las empresas ferroviarias durante el siglo XIX y mediados del siglo XX. Los ferrocarriles contrataban a los mejores cocineros, para servir platos especiales en sus servicios más importantes.